# 1430
Il 1430 (MCDXXX in numeri romani) è un anno  del XV secolo.

## Eventi
- 29 marzo – I Turchi conquistano i Veneziani nell'assedio di Tessalonica.
- 23 maggio – Battaglia di Compiègne: Giovanna d'Arco viene catturata dai Borgognoni.
- Luchino Belbello da Pavia completa l'Offiziolo Visconteo.
- Antonio Beccadelli, detto il Panormita, ottiene la cattedra di retorica a Pavia.
- 15 agosto – Francesco Sforza conquista Lucca.
- 3 dicembre – Battaglia del Serchio: Nel quadro delle Guerre di Lombardia, le repubbliche alleate di Genova e Lucca sconfissero l'armata della Repubblica di Firenze.

## Nati

### Marzo
- 10 marzo - Oliviero Carafa, cardinale, condottiero e giurista italiano († 1511)
- 23 marzo - Margherita d'Angiò, nobile († 1482)

### Maggio
- 1º maggio - Ludovico Carbone, poeta, oratore e traduttore italiano († 1485)
- 15 maggio - Pierfrancesco de' Medici il Vecchio, banchiere italiano († 1476)
- 17 maggio - Bartolommeo Scala, storico, letterato e politico italiano († 1497)
- 18 maggio - Violante da Montefeltro, nobile italiana († 1493)

### Giugno
- 13 giugno - Beatrice d'Aviz, principessa portoghese († 1506)
- 27 giugno - Henry Holland, III duca di Exeter, nobile inglese († 1475)

### Ottobre
- 16 ottobre - Giacomo II di Scozia, re († 1460)

### Senza giorno specificato
- Carlo I d'Amboise, nobile francese († 1481)
- Maestro dell'Annunciazione Ludlow, pittore italiano
- Sittişah Hatun, principessa ottomana († 1486)
- Lucrezia d'Alagno, nobile italiana († 1479)
- John Alcock, vescovo cattolico inglese († 1500)
- Pierre Du Bois, storico italiano († 1480)
- Domenico Bonsi, giurista italiano († 1501)
- Ferdinando II di Braganza, duca († 1483)
- Dorotea di Brandeburgo-Kulmbach, regina († 1495)
- Gabriele Bucci, religioso italiano († 1497)
- Antoine Busnois, compositore e poeta francese († 1492)
- Stefano V Báthory, nobile e militare ungherese († 1493)
- Elisio Calenzio, umanista e poeta italiano († 1503)
- Alessandro Carafa, arcivescovo cattolico italiano († 1503)
- Ferry de Clugny, cardinale e vescovo cattolico francese († 1483)
- Jean Colombe, pittore francese († 1505)
- Michel Colombe, scultore francese († 1513)
- Fortunato Coppoli, religioso e giurista italiano († 1477)
- William Cornysh, compositore inglese († 1502)
- Piero Del Pugliese, politico e mecenate italiano († 1498)
- Hans Dorn, artigiano austriaco († 1509)
- Martino Filetico, umanista, grecista e letterato italiano († 1490)
- Anselmo Folengo, giurista italiano († 1497)
- Paolo Fregoso, cardinale e arcivescovo cattolico italiano († 1498)
- Pierre Garcie-Ferrande, marinaio e cartografo francese († 1520)
- Giovanni da San Facondo, presbitero spagnolo († 1479)
- Hosokawa Katsumoto, militare giapponese († 1473)
- Heinrich Kramer, religioso tedesco († 1505)
- Cristoforo Lanfranchini, diplomatico e politico italiano († 1504)
- Francesco Laurana, scultore, architetto e medaglista italiano († 1502)
- Girolamo Manfredi, filosofo, medico e astrologo italiano († 1493)
- Giorgio Merula, filologo, storico e umanista italiano († 1494)
- Konstantin Mihailović, militare serbo
- Francesco Nori, banchiere italiano († 1478)
- Gerardo VI di Oldenburg, conte tedesco († 1500)
- Pietro di Niccolò da Orvieto, pittore italiano († 1484)
- Bernardino Otranto, monaco cristiano italiano († 1520)
- Andrea Pannonio, incisore ungherese († 1471)
- Simone Papa il Vecchio, pittore italiano († 1488)
- Bernardo Scammacca, religioso italiano († 1487)
- Niccolò di Forzore Spinelli, medaglista italiano († 1514)
- Edmondo Tudor, nobile britannico († 1456)
- Jakob Unrest, storico austriaco († 1500)
- Bernard Walther, mercante, umanista e astronomo tedesco († 1504)
- Ahmad al-Wansharisi, teologo e giurista algerino († 1508)
- Andrés de Cabrera, nobile, politico e militare spagnolo († 1511)
- Isabel de Villena, badessa e scrittrice spagnola († 1490)
- Giovanni di Braganza, nobile portoghese († 1484)
- Amedeo di Francesco da Settignano, architetto, ingegnere e scultore italiano († 1501)
- Simone di Pontremoli, banchiere italiano († 1496)
- Johann Freitag von Loringhoven († 1494)

## Morti
- 5 gennaio - Filippa di Lancaster, principessa inglese (n. 1394)
- 12 gennaio - Lucia da Valcaldara, religiosa italiana (n. 1370)
- 29 gennaio - Andrej Rublëv, pittore russo (n. 1360)
- 2 maggio - Giovanni Toscani, pittore italiano (n. 1372)
- 23 giugno - Luigi I di Bar, vescovo cattolico francese
- 4 agosto - Filippo di Brabante, conte (n. 1404)
- 9 ottobre - Jan Železný, cardinale e vescovo cattolico ceco
- 27 ottobre - Vitoldo, sovrano
- 13 dicembre - Laureta Fusconi, religiosa italiana
- Francesca Acciaiuoli, italiana
- Giorgio Adorno, doge (n. 1350)
- Ludovico Alidosi, nobile e condottiero italiano
- Dominique de Bonnefoy, cardinale spagnolo
- Daniil Čërnyj, pittore russo
- Alain Chartier, poeta e scrittore francese (n. 1395)
- Gherardo VI da Correggio, condottiero italiano
- Fatma Hundi Hatun, principessa ottomana (n. 1375)
- Niccolò Ciminello di Bazzano, scrittore italiano (n. 1350)
- Nicola di Clémanges, umanista, teologo e latinista francese (n. 1360)
- Tezozomoctli, re
- Yukhon, sovrano laotiano
- Al-Musta'in, califfo arabo (n. 1390)
- Manfredo da Barbiano, nobile e condottiero italiano

## Calendario
| Calendario 1430 | Calendario 1430 | Calendario 1430 | Calendario 1430 | Calendario 1430 | Calendario 1430 | Calendario 1430 | Calendario 1430 | Calendario 1430 | Calendario 1430 | Calendario 1430 | Calendario 1430 | Calendario 1430 | Calendario 1430 | Calendario 1430 | Calendario 1430 | Calendario 1430 | Calendario 1430 | Calendario 1430 | Calendario 1430 | Calendario 1430 | Calendario 1430 | Calendario 1430 | Calendario 1430 | Calendario 1430 | Calendario 1430 | Calendario 1430 | Calendario 1430 | Calendario 1430 | Calendario 1430 | Calendario 1430 | Calendario 1430 | Calendario 1430 |
| --------------- | --------------- | --------------- | --------------- | --------------- | --------------- | --------------- | --------------- | --------------- | --------------- | --------------- | --------------- | --------------- | --------------- | --------------- | --------------- | --------------- | --------------- | --------------- | --------------- | --------------- | --------------- | --------------- | --------------- | --------------- | --------------- | --------------- | --------------- | --------------- | --------------- | --------------- | --------------- | --------------- |
|                 | 1               | 2               | 3               | 4               | 5               | 6               | 7               | 8               | 9               | 10              | 11              | 12              | 13              | 14              | 15              | 16              | 17              | 18              | 19              | 20              | 21              | 22              | 23              | 24              | 25              | 26              | 27              | 28              | 29              | 30              | 31              |                 |
| Gennaio         | Do              | Lu              | Ma              | Me              | Gi              | Ve              | Sa              | Do              | Lu              | Ma              | Me              | Gi              | Ve              | Sa              | Do              | Lu              | Ma              | Me              | Gi              | Ve              | Sa              | Do              | Lu              | Ma              | Me              | Gi              | Ve              | Sa              | Do              | Lu              | Ma              |                 |
| Febbraio        | Me              | Gi              | Ve              | Sa              | Do              | Lu              | Ma              | Me              | Gi              | Ve              | Sa              | Do              | Lu              | Ma              | Me              | Gi              | Ve              | Sa              | Do              | Lu              | Ma              | Me              | Gi              | Ve              | Sa              | Do              | Lu              | Ma              |                 |                 |                 |                 |
| Marzo           | Me              | Gi              | Ve              | Sa              | Do              | Lu              | Ma              | Me              | Gi              | Ve              | Sa              | Do              | Lu              | Ma              | Me              | Gi              | Ve              | Sa              | Do              | Lu              | Ma              | Me              | Gi              | Ve              | Sa              | Do              | Lu              | Ma              | Me              | Gi              | Ve              |                 |
| Aprile          | Sa              | Do              | Lu              | Ma              | Me              | Gi              | Ve              | Sa              | Do              | Lu              | Ma              | Me              | Gi              | Ve              | Sa              | Do              | Lu              | Ma              | Me              | Gi              | Ve              | Sa              | Do              | Lu              | Ma              | Me              | Gi              | Ve              | Sa              | Do              |                 |                 |
| Maggio          | Lu              | Ma              | Me              | Gi              | Ve              | Sa              | Do              | Lu              | Ma              | Me              | Gi              | Ve              | Sa              | Do              | Lu              | Ma              | Me              | Gi              | Ve              | Sa              | Do              | Lu              | Ma              | Me              | Gi              | Ve              | Sa              | Do              | Lu              | Ma              | Me              |                 |
| Giugno          | Gi              | Ve              | Sa              | Do              | Lu              | Ma              | Me              | Gi              | Ve              | Sa              | Do              | Lu              | Ma              | Me              | Gi              | Ve              | Sa              | Do              | Lu              | Ma              | Me              | Gi              | Ve              | Sa              | Do              | Lu              | Ma              | Me              | Gi              | Ve              |                 |                 |
| Luglio          | Sa              | Do              | Lu              | Ma              | Me              | Gi              | Ve              | Sa              | Do              | Lu              | Ma              | Me              | Gi              | Ve              | Sa              | Do              | Lu              | Ma              | Me              | Gi              | Ve              | Sa              | Do              | Lu              | Ma              | Me              | Gi              | Ve              | Sa              | Do              | Lu              |                 |
| Agosto          | Ma              | Me              | Gi              | Ve              | Sa              | Do              | Lu              | Ma              | Me              | Gi              | Ve              | Sa              | Do              | Lu              | Ma              | Me              | Gi              | Ve              | Sa              | Do              | Lu              | Ma              | Me              | Gi              | Ve              | Sa              | Do              | Lu              | Ma              | Me              | Gi              |                 |
| Settembre       | Ve              | Sa              | Do              | Lu              | Ma              | Me              | Gi              | Ve              | Sa              | Do              | Lu              | Ma              | Me              | Gi              | Ve              | Sa              | Do              | Lu              | Ma              | Me              | Gi              | Ve              | Sa              | Do              | Lu              | Ma              | Me              | Gi              | Ve              | Sa              |                 |                 |
| Ottobre         | Do              | Lu              | Ma              | Me              | Gi              | Ve              | Sa              | Do              | Lu              | Ma              | Me              | Gi              | Ve              | Sa              | Do              | Lu              | Ma              | Me              | Gi              | Ve              | Sa              | Do              | Lu              | Ma              | Me              | Gi              | Ve              | Sa              | Do              | Lu              | Ma              |                 |
| Novembre        | Me              | Gi              | Ve              | Sa              | Do              | Lu              | Ma              | Me              | Gi              | Ve              | Sa              | Do              | Lu              | Ma              | Me              | Gi              | Ve              | Sa              | Do              | Lu              | Ma              | Me              | Gi              | Ve              | Sa              | Do              | Lu              | Ma              | Me              | Gi              |                 |                 |
| Dicembre        | Ve              | Sa              | Do              | Lu              | Ma              | Me              | Gi              | Ve              | Sa              | Do              | Lu              | Ma              | Me              | Gi              | Ve              | Sa              | Do              | Lu              | Ma              | Me              | Gi              | Ve              | Sa              | Do              | Lu              | Ma              | Me              | Gi              | Ve              | Sa              | Do              |                 |